# Pallacanestro Partenope Sant'Antimo
El Pallacanestro Partenope Sant'Antimo, también conocido como Geko Partenope Sant'Antimo por motivos de patrocinio, es un equipo de baloncesto italiano con sede en Nápoles, Campania. Fue fundado en 1957 y actualmente compite en la Serie B, la tercera división del baloncesto en Italia. Disputa sus encuentros en el PalaPuca de Sant'Antimo (Nápoles).

## Historia
Fue fundado en 1957 como sección de baloncesto de la Associazione Polisportiva Partenope, club polideportivo italiano con sede en Nápoles. Ha disputado varias temporadas en Serie A, logrando un segundo puesto en la temporada 1967/68 y un tercero en 1968/69. Su palmarés consta de una Copa de Italia, conseguida en su primera edición en la final contra el Eldorado Bologna (1968), y de la Recopa de Europa 1970, ganada frente al Vichy francés.
Por continuos problemas financieros a partir de los '80, su última aparición entre los profesionales se remonta a la temporada 1997/98 en Serie A2.
En junio de 2019, al jugar en el PalaPuca de Sant'Antimo, localidad de la Ciudad metropolitana de Nápoles, cambió su nombre a Pallacanestro Partenope Sant’Antimo.

## Palmarés

### Títulos nacionales
- 1 Copa de Italia: 1968.
  - Subcampeón en 1968 y 1971.

### Títulos internacionales
- 1 Recopa de Europa: 1969-70.

## Denominaciones del pasado
| - 1967-1968 Ignis Sud Napoli - 1968-1971 Fides Napoli - 1973-1976 Fag Napoli - 1976-1977 Cosatto Napoli - 1977-1978 Gis Napoli - 1997-1998 Pasta Baronia Napoli |